# Rita Faltoyano
Rita Faltoyano, née Rita Gács est une actrice et réalisatrice hongroise de films pornographiques. Actrice prolifique, elle apparaît dans 334 films.

## Biographie
Rita Faltoyano naît le 5 août 1978 à Budapest. Elle grandit dans la ferme de ses parrain/marraine où elle apprend à monter à cheval. Elle remporte plusieurs compétitions d'équitation, et pratique également la gymnastique et la natation. 
Ses parents la font participer à des concours de beauté dès l'âge de 16 ans. Elle est surtout connue pour sa vaste et jolie poitrine naturelle ainsi que pour les grains de beauté qui parsèment son corps. Elle a eu une liaison avec l'acteur de films pornographiques Ramon Nomar.

### Carrière
D'après ses déclarations, une agence l'aurait recrutée pour tourner dans des films X après l'avoir vue à la télévision lors d'un concours de beauté pour le titre de Miss Hongrie 2000 où elle arriva deuxième. Elle tourne la plupart de ses films — dont une grande partie est produite par le studio Private — en France. Son plus grand succès est La Menteuse, film pornographique produit par John B. Root, où elle tourne avec l'actrice française Tiffany Hopkins. Faltoyano a réalisé un film, Show Must Go On, distribué en 2003 sous la marque X Level.
Elle interprète son premier film No Sun, No Fun avec Pierre Woodman. Elle y pratique, pour la première fois, la sodomie et la double pénétration ainsi que ses premières scènes avec trois hommes. Elle démontrera, par la suite, un certain talent pour la fellation, la sodomie et la cravate de notaire.
En 2004, Faltoyano ainsi que d'autres acteurs pornographiques, furent arrêtés au Mexique, puis expulsés. Ils étaient venus pour le premier festival du film érotique de Mexico et furent accusés par les autorités de l'immigration de participer à un événement pour lequel ils seraient rémunérés alors qu'ils n'avaient qu'un visa touristique,.

## Récompenses
- 2002 : FICEB Awards (NINFA) – Meilleure actrice dans un second rôle – Fausto[7] ;
- 2002 : Venus Awards de la meilleure actrice d'Europe de l'Est ;
- 2003 : AVN Award - Performeuse étrangère de l'année (Female Foreign Performer of the Year)[8] ;
- 2004 : Festival International de l'Érotisme de Bruxelles – Meilleure actrice (Hongroise)[9].

## Filmographie sélective
Rita Faltoyano a tourné 334 films, en grande majorité pornographiques, mais aussi érotiques comme "Le Cadeau d'Anna".
- 2000 : Big Natural Tits 1
- 2001 : Sandy Does Hardcore
- 2002 : Colorsex (Christophe Mourthé)
- 2002 : The Private Life of Claudia Ricci
- 2003 : The Private Life of Rita Faltoyano
- 2004 : Ass Angels 2
- 2005 : Pussy Foot'n 13
- 2006 : The Private Life of Judith Fox
- 2006 : Pussy Party 15
- 2007 : Lucky Lesbians 2
- 2007 : Fetish de Luxe (Christophe Mourthé)
- 2008 : Members Only 6
- 2009 : Big Wet Butts 1
- 2010 : Butt Bang Bitches 1
- 2011 : Tag Team That Ass
- 2012 : Nursing Angels
- 2013 : Anal Training Day
- 2014 : Large Natural Melons
- 2015 : Best of Big Natural Tits